# Marcus Malsch

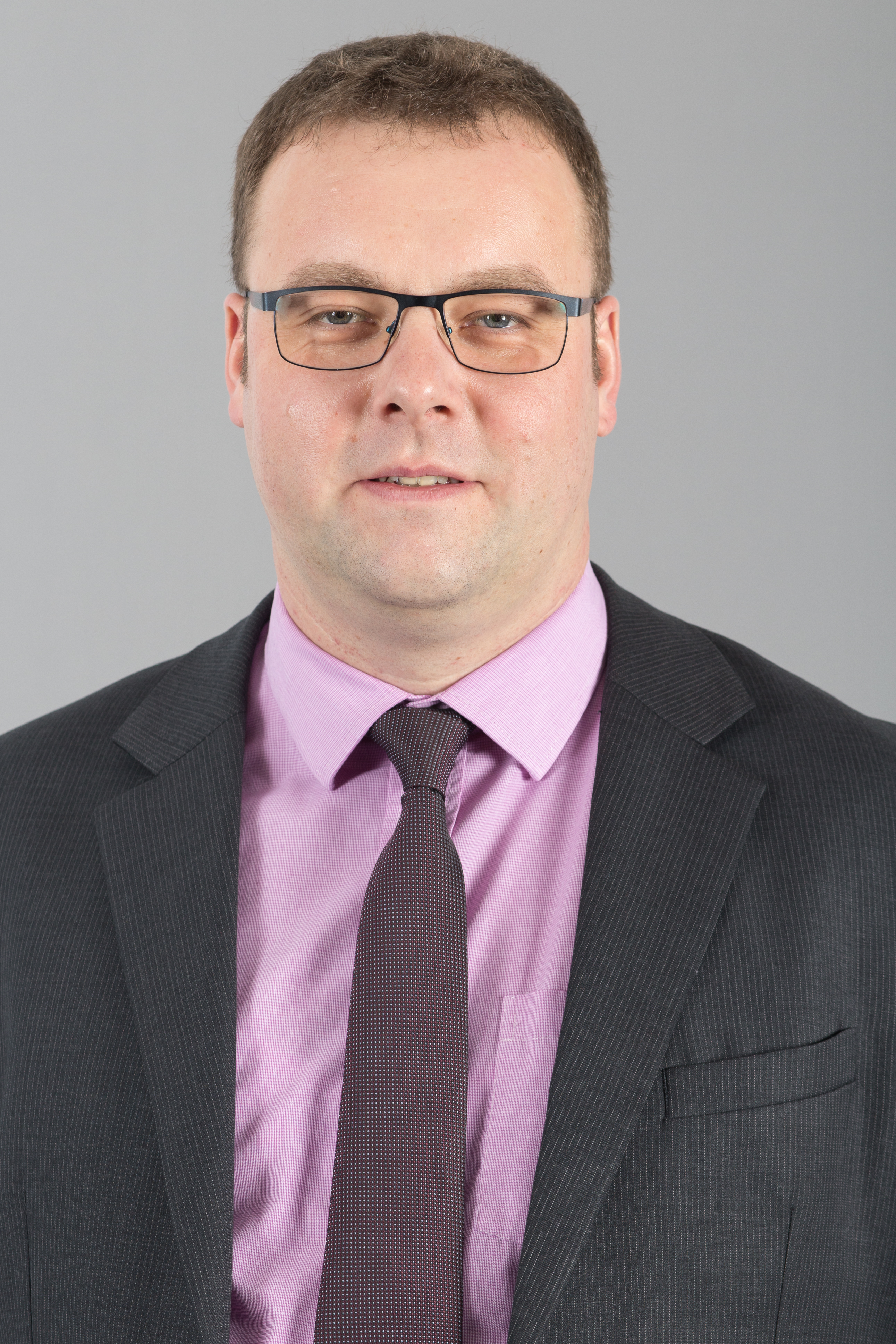
Marcus Malsch (2016)

Marcus Malsch (* 16. Januar 1978 in Bad Salzungen) ist ein deutscher Politiker der CDU und Sportfunktionär. Er ist seit 2024 Staatssekretär im Thüringer Ministerium für Wirtschaft, Landwirtschaft und Ländlichen Raum. Von 2014 bis 2025 war er Mitglied des Thüringer Landtags.

## Leben
Nach seinem Abitur am Gymnasium in Bad Liebenstein absolvierte Malsch von 1996 bis 1999 eine Ausbildung zum Bankkaufmann und qualifizierte sich 2003 zum Sparkassen-Betriebswirt. Von 1999 bis 2006 war er bei der Wartburg-Sparkasse beschäftigt und wechselte dann zu einer Bausparkasse. 2012 wurde er selbständiger Bezirksleiter der Landesbausparkasse Hessen-Thüringen.
Malsch ist verheiratet und hat ein Kind. Er ist evangelisch und lebt in Steinbach.

## Politik
Von 2006 bis 2013 war Malsch Gemeinderatsmitglied in seiner Heimatgemeinde Steinbach im Wartburgkreis. Seit April 2013 ist er Stadtratsmitglied der Stadt Bad Liebenstein.
Bei den Kommunalwahlen in Thüringen 2014 zog er für die CDU in den Kreistag des Wartburgkreises ein und wurde 2019 sowie 2024 wiedergewählt.
Zur Landtagswahl 2014 trat Malsch als Nachfolger von Gustav Bergemann im Wahlkreis Wartburgkreis III als Direktkandidat der CDU an und setzte sich mit 37,0 % der Stimmen durch. 2019 wurde er mit 29,0 % der Stimmen, 2024 mit 46,3 % der Stimmen wiedergewählt. Im Landtag war Malsch Mitglied des Ausschusses für Infrastruktur, Landwirtschaft und Forsten sowie des Ausschusses für Migration, Justiz und Verbraucherschutz.
Am 19. Dezember 2024 wurde Malsch zum Staatssekretär im Thüringer Ministerium für Wirtschaft, Landwirtschaft und Ländlichen Raum ernannt. Sein Landtagsmandat legte er im Zuge dessen am 7. Januar 2025 nieder, da in Thüringen Staatssekretäre nicht gleichzeitig Landtagsabgeordnete sein dürfen. Für ihn rückte Thomas Gottweiss nach.

## Motorsport
Von 1997 bis 2003 nahm Malsch aktiv an Rallyeveranstaltungen teil. Seit Juli 2002 ist Malsch Vereinsvorsitzender der Rennsportgemeinschaft Altensteiner Oberland e. V. und in dieser Funktion maßgeblich an der Ausrichtung der Glasbachrennen beteiligt.
Seit Dezember 2007 ist Malsch Fachausschussmitglied im Deutschen Motor Sport Bund und seit November 2012 permanenter Vertreter des Deutschen Motor Sport Bundes in der Bergrennkommission im Weltmotorsportverband FIA.
Für sein sportliches Engagement wurde Malsch unter anderem mit der Ehrennadel des Landessportbundes Thüringen ausgezeichnet.